# Charles Winninger
Charles Winninger (26 de mayo de 1884 - 27 de enero de 1969) fue un actor teatral y cinematográfico estadounidense.

## Biografía
Nacido en Athens, Wisconsin, se inició como actor de vodevil. Su papel más famoso para el teatro fue el de Cap'n Andy Hawks en la producción original del musical de Jerome Kern y Oscar Hammerstein II Show Boat en 1927, un papel que repitió – con muy buena aceptación - en la reposición teatral de 1932 y en la versión cinematográfica de 1936. Llegó a quedar tan identificado con el papel y su persona con la de un capitán de río, que interpretó diversas variaciones del papel, destacando el programa radiofónico Maxwell House Show Boat, el cual se inspiraba claramente en el musical de Broadway.
Tras la función de 1936 de "Show Boat", Winninger abandonó el teatro bastante tiempo y se afincó en Hollywood, pasando a ser uno de los más activos y queridos actores de carácter. Actuó en clásicos como el film de 1937 Nothing Sacred (La reina de Nueva York) (como el doctor borracho que diagnostica mal a Carole Lombard), el de 1939 Destry Rides Again (Arizona) (como Wash, el sheriff que contrata como ayudante a James Stewart), fue el padre de Deanna Durbin en Three Smart Girls (Su última diablura), y Abel Frake en la película musical de 1945 Richard Rodgers y Oscar Hammerstein II State Fair. Interpretó al protector abuelo irlandés en la versión filmada para Metro-Goldwyn-Mayer de la obra de George M. Cohan Little Nellie Kelly (1940), y al padre de una corista en Ziegfeld Girl (1941), ambos títulos protagonizados por Judy Garland. En todas esas películas, Winninger daba la imagen de una persona bondadosa, rechoncha, adorable, como la figura de un abuelo, pero en Show Boat (Magnolia) especialmente, mostró que podía interpretar una escena seria y emocional tan bien como cualquier actor dramático. Volvió a Broadway solo una vez más, para la reposición en 1951 de la obra de Kern y Hammerstein Music in the Air.
Winninger fue protagonista únicamente en un film, el de 1953 The Sun Shines Bright, versión dirigida por John Ford de su propia Judge Priest. Winninger interpretaba el papel que Will Rogers asumió en 1934.
Winninger tuvo una notable actuación televisiva en 1954 en I Love Lucy, como Barney Kurtz, el antiguo compañero de vodevil de Fred Mertz (interpretado por William Frawley) en un episodio titulado "Mertz and Kurtz".
Charles Winninger falleció en 1969 en Palm Springs, California. Está enterrado en el Cementerio Forest Lawn Memorial Park de Los Ángeles.